# Cahalon
Cahalon (hebrejsky: צהלון) je čtvrť v jihozápadní části Tel Avivu v Izraeli. Je součástí správního obvodu Rova 7 (Jaffa).

## Geografie
Leží na jihozápadním okraji Tel Avivu, cca 1 kilometr od pobřeží Středozemního moře a od historického jádra Jaffy, v nadmořské výšce okolo 20 metrů. Jihovýchodně od ní leží čtvrť Dakar, jižně pak Šikunej Chisachon.

## Popis čtvrti
Čtvrť volně vymezují ulice Sderot Jerušalajim, Šivtej Jisrael a dr. Erlich. Zástavba má charakter volnější městské výstavby. Nachází se tu Nemocnice Cahalon. Pojmenovaná je podle židovského učence a lékaře Ja'akova Cahalona.